# Lucky Luke: Els Dalton en llibertat
Lucky Luke: Els Dalton en llibertat (títol original en francès, Les Dalton en cavale) és una pel·lícula d'animació francesa dirigida per Morris, estrenada el 1983. Compta amb els personatges de Lucky Luke i els Dalton. En realitat, es tracta d'una recopilació de tres episodis de la primera sèrie d'animació de Lucky Luke: "Els Dalton al Canadà", "La mare Dalton" i "Indult pels Dalton". S'ha doblat al català.